# 張與朱
張與朱（？—？），中國清朝官員，山東高唐州人。
張與朱為康熙五十二年（1713年）癸巳科舉人。雍正七年（1729年）由歸化知縣調任台灣彰化縣知縣，在雍正八年離任。